# گیته هنینگ
گیته هنینگ (به انگلیسی: Gitte Hænning) (زاده ۲۹ ژوئن ۱۹۴۶) خواننده، بازیگر دانمارکی است.
او نماینده دانمارک در یوروویژن ۱۹۷۳ بود.